# Igor Bobrin
Igor Anatolyevich Bobrin (em russo:  Игорь Анатольевич Бобрин; Leningrado, RSFS da Rússia, 14 de novembro de 1953) é um ex-patinador artístico russo, que competiu no individual masculino representando a União Soviética. Ele conquistou uma medalha de bronze em campeonatos mundiais, uma medalha de ouro e uma de bronze em campeonatos europeus e foi campeão por quatro vezes do campeonato nacional soviético. Bobrin disputou os Jogos Olímpicos de Inverno de 1980 terminando na sexta posição.

## Principais resultados
| Resultados                                            | Resultados        | Resultados    | Resultados        | Resultados    | Resultados        | Resultados    | Resultados        | Resultados       | Resultados      | Resultados        | Resultados        | Resultados       | Resultados    | Resultados    |
| Internacional                                         | Internacional     | Internacional | Internacional     | Internacional | Internacional     | Internacional | Internacional     | Internacional    | Internacional   | Internacional     | Internacional     | Internacional    | Internacional | Internacional |
| Evento/Temporada                                      | 1971– 1972        | 1972– 1973    | 1973– 1974        | 1974– 1975    | 1975– 1976        | 1976– 1977    | 1977– 1978        | 1978– 1979       | 1979– 1980      | 1980– 1981        | 1981– 1982        | 1982– 1983       |               |               |
| ----------------------------------------------------- | ----------------- | ------------- | ----------------- | ------------- | ----------------- | ------------- | ----------------- | ---------------- | --------------- | ----------------- | ----------------- | ---------------- | ------------- | ------------- |
| Jogos Olímpicos                                       |                   |               |                   |               |                   |               |                   |                  | 6.º             |                   |                   |                  |               |               |
| Campeonato Mundial                                    |                   |               |                   |               | 8.º               |               | 5.º               | 10.º             | 7.º             | Medalha de bronze | 7.º               |                  |               |               |
| Campeonato Europeu                                    |                   |               |                   |               |                   |               | 4.º               | 5.º              | 4.º             | Medalha de ouro   | Medalha de bronze |                  |               |               |
| Prize of Moscow News                                  |                   |               | Medalha de bronze | 5.º           |                   | 4.º           | Medalha de bronze | Medalha de prata | Medalha de ouro | Medalha de ouro   | Medalha de prata  |                  |               |               |
| Nacional                                              |                   |               |                   |               |                   |               |                   |                  |                 |                   |                   |                  |               |               |
| Campeonato Soviético                                  | Medalha de bronze | 4.º           | 4.º               | 6.º           | Medalha de bronze | 4.º           | Medalha de ouro   | Medalha de prata | Medalha de ouro | Medalha de ouro   | Medalha de ouro   | Medalha de prata |               |               |
|                                                       |                   |               |                   |               |                   |               |                   |                  |                 |                   |                   |                  |               |               |
| Legenda: Competição não foi disputada nesta temporada |                   |               |                   |               |                   |               |                   |                  |                 |                   |                   |                  |               |               |